# Albin Ebondo
Albin Ebondo (ur. 23 lutego 1984 w Marsylii) – francuski piłkarz występujący na pozycji prawego obrońcy.

## Kariera klubowa
Ebondo zawodową karierę rozpoczynał w 2001 roku w trzecioligowym Toulouse FC, zdegradowanym z Division 1 z powodu bankructwa. W debiutanckim sezonie 2001/2002 w lidze zagrał raz. Z klubem wywalczył także awans do Ligue 2. W tej lidze nie wystąpił jednak ani razu, a jego klub awansował do Ligue 1. W najwyższej klasie rozgrywkowej Ebondo zadebiutował 1 maja 2004 w zremisowanym 1:1 meczu z RC Lens, a 14 października 2006 w wygranym 3:0 spotkaniu z Valenciennes FC strzelił pierwszego gola w ligowej karierze. Na koniec 2006/2007 uplasował się z klubem na 3. pozycji w lidze i wywalczył z nim awans do kwalifikacji Ligi Mistrzów. Jego klub został tam jednak pokonany w dwumeczu 5:0 przez Liverpool i został przesunięty do Pucharu UEFA, który zakończył na fazie grupowej. Zawodnikiem Toulouse był do końca sezonu 2009/2010.
W 2010 roku odszedł do AS Saint-Étienne, także grającego w Ligue 1. Pierwszy ligowy mecz rozegrał tam 7 sierpnia 2010 przeciwko Paris Saint-Germain (1:3). Graczem Saint-Étienne był przez dwa sezony. W 2012 roku zakończył karierę.
| Sezon   | Klub             | Kraj    | Rozgrywki | Mecze | Bramki | Rozgrywki Europy                 | Mecze | Bramki |
| ------- | ---------------- | ------- | --------- | ----- | ------ | -------------------------------- | ----- | ------ |
| 2001/02 | Toulouse FC      | Francja | National  | 1     | 0      | –                                | –     | –      |
| 2002/03 | Toulouse FC      | Francja | Ligue 2   | 0     | 0      | –                                | –     | –      |
| 2003/04 | Toulouse FC      | Francja | Ligue 1   | 3     | 0      | –                                | –     | –      |
| 2004/05 | Toulouse FC      | Francja | Ligue 1   | 34    | 0      | –                                | –     | –      |
| 2005/06 | Toulouse FC      | Francja | Ligue 1   | 29    | 0      | –                                | –     | –      |
| 2006/07 | Toulouse FC      | Francja | Ligue 1   | 35    | 2      | –                                | –     | –      |
| 2007/08 | Toulouse FC      | Francja | Ligue 1   | 34    | 0      | kw. do Ligi Mistrzów Puchar UEFA | 1 4   | 0      |
| 2008/09 | Toulouse FC      | Francja | Ligue 1   | 19    | 0      | –                                | –     | –      |
| 2009/10 | Toulouse FC      | Francja | Ligue 1   | 28    | 1      | Liga Europy                      | 6     | 0      |
| 2010/11 | AS Saint-Étienne | Francja | Ligue 1   | 30    | 1      | –                                | –     | –      |
| 2011/12 | AS Saint-Étienne | Francja | Ligue 1   | 25    | 0      | –                                | –     | –      |